# SN 1983aa
SN 1983aa – supernowa odkryta w maju 1983 roku w galaktyce QSO1059+730. W momencie odkrycia miała maksymalną jasność 19,60m.